# Cantó de Sent Sepise
El cantó de Sent Sepise és un cantó francès del departament de l'Alta Viena, situat al districte de Belac. Té 9 municipis i el cap és Sent Sepise.

## Municipis
- Arnac la Pòste
- Cròmac
- Lòs Cheusaus
- Joac
- Luçac
- Malhac
- Sent Jòrge las Landes
- Sent Martin
- Sent Sepise

## Història
| Data d'elecció                           | Identitat          | Partit | Qualitat |
| ---------------------------------------- | ------------------ | ------ | -------- |
| 1965-1998                                | René Buxeraud      | PCF    |          |
| 1998-                                    | Jean-Pierre Drieux | ADS    |          |
| les dades anteriors no són pas conegudes |                    |        |          |
|                                          |                    |        |          |

## Demografia
| 1962  | 1968  | 1975  | 1982  | 1990  | 1999  | 2006  |
| ----- | ----- | ----- | ----- | ----- | ----- | ----- |
| 5.403 | 5.801 | 5.557 | 5.302 | 4.793 | 4.299 | 4.195 |